# ان‌دی‌تی‌وی
شرکت محدود تلویزیون دهلی نو (انگلیسی: New Delhi Television Limited) (ان‌دی‌تی‌وی) (مخفف انگلیسی: NDTV) یک شرکت رسانه‌ای تلویزیونی هندی است که در سال ۱۹۸۸ توسط رادیکا روی خبرنگار بنیان‌گذاری شد. پرانوی روی، همسر رادیکا روی در یک سخنرانی در بیست و پنجمین سالگرد تأسیس ان‌دی‌تی‌وی گفت که او چند هفته پس از اینکه رادیکا این شرکت را بنیان‌گذاری کرد، به ان‌دی‌تی‌وی پیوسته‌است. پخش نخستین برنامهٔ ان‌دی‌تی‌وی با نام جهان در این هفته از نوامبر ۱۹۸۸ آغاز شد.